# Württemberger
Pour l’article homonyme, voir Wurtemberg.
Le Württemberger (allemand : Württemberger Warmblut) est un registre généalogique de chevaux destinés au sport, originaires du land de Bade-Wurtemberg en Allemagne. Ces chevaux sont issus du Alt-Württemberger, élevé au haras national de Marbach depuis 1573. 
Le Württemberger est monté pour le dressage et le saut d'obstacles.

## Histoire
La race provient du Alt-Württemberger. Au XIXe siècle, il existait un cheval de trait, le Württemberger, apprécié pour sa force et sa docilité, qui était employé à des fins civiles et militaires
Le Württemberger actuel est sélectionné à partir du milieu des années 1950, quand le haras de Marbach reconnaît et commence à élever un cheval plus léger et athlétique pour les compétitions de sports équestres modernes. Des apports de sang anglo-normand, d'étalons de la province de Prusse-Orientale qui furent accueillis au haras après la fin de la Seconde Guerre mondiale, et de pur-sang arabes ont alors été fait sur des Württembergers. Le Trakehner Julmond (1943–1965) est l'étalon fondateur du  Württemberger moderne, et donne à la race son apparence actuelle. Des croisements additionnels ont lieu avec le Hanovrien, le Holsteiner, l'Oldenbourg, le Pur-sang, et d'autres Trakehner.
Le Württemberger disposait d'un registre généalogique propre, mais depuis 2014, celui-ci est géré dans le groupement du cheval de sport allemand. En 1997, il comptait 5 459 chevaux enregistrés.

## Description
D'après le guide Delachaux, il toise de 1,60 m à 1,75 m. La base de données DAD-IS indique une moyenne de 1,65 m chez les mâles comme chez les femelles.
Toutes les couleurs de robe sont autorisées.
Les femelles produisent 15 à 20 kg de lait par jour.
La sélection de la race est gérée par la Deutsche Reiterliche Vereinigung e.V. et la Pferdezuchtverband Baden-Württemberg e. V..

## Utilisations
La race est destinée aux sports équestres, adaptée notamment au dressage et au saut d'obstacles. Le Württemberger peut aussi être utilisé à l'attelage.

## Diffusion de l'élevage
Le Württemberger est une race de chevaux locale et native de l'Allemagne, qui comme son nom l'indique, est originaire du Wurtemberg, dans le sud-ouest du pays. Il est considéré comme commun. En 2006, l'effectif recensé était de 3 991 chevaux. Le « Wurttemberg » est considéré par l'étude de l'université d'Uppsala menée pour la FAO (2010) comme une race européenne locale non-menacée d'extinction. Par contre, l'ouvrage Equine Science (4e édition de 2012) le classe parmi les races de chevaux de selle connues au niveau international.